# Jennette McCurdy
Jennette Michelle Faye McCurdy (født 26. juni 1992) er en amerikansk film- og tv-skuespiller og country pop singer-song writer. I Danmark er McCurdy bedst kendt for sin rolle som Sam Puckett i tv-serien iCarly og Sam & Cat. Hun har også udgivet to singler. Hun har også været med i flere andre serier, som Zoey 101, Malcolm i midten, Will & Grace, Strong Medicine, Law & Order: Special Victims Unit, The Inside, True Jackson, VP, Judging Amy, Victorious og Between.

## Liv og karriere
McCurdy blev født i Long Beach, Californien , opvokset i Garden Grove, Californien , , og har tre ældre brødre: Marcus, Scott, og Dustin. Hun fik interesse i at spille skuespil efter at have set Harrison Ford i Star Wars Episode IV: A New Hope lige efter hendes mor kom sig fra brystkræft.
En af hendes sange som er udgivet i 2010 hedder Stronger. I 2011 udgav Jennette McCurdy sangen - Generation Love.
"So Close" er udgivet i 2009 og "Not That Far Away" også udgivet i 2011. Ud over at havet skrevet og sunget sange har hun også medvirket i videos.

## Personlige liv
McCurdy komponeret en artikel med titlen, "Off-kamera, min mors kamp med kræft", som blev offentliggjort i Wall Street Journal den 11. juni 2011. Den beskriver i detaljer, hendes mor Debra Den igangværende kamp med kræft, og hvordan hendes familie håndterer situationen. Artiklen indeholder også tips fra McCurdy, hvordan man kan leve med en sådan situation. Den 20. september 2013 døde hendes mor, Debra McCurdy, efter kampen med kræft i 17 år.

## Filmografi
| År   | Titel                            | Rolle                        | Notes                         |
| ---- | -------------------------------- | ---------------------------- | ----------------------------- |
| 2001 | Shadow Fury                      | Anna Markov                  |                               |
| 2002 | My Daughter's Tears              | Mary Fields                  |                               |
| 2003 | Hollywood Homicide               | Van familie datter           |                               |
| 2003 | Taylor Simmons                   | Amanda Simmons               |                               |
| 2004 | Breaking Dawn                    | Lille pige                   |                               |
| 2004 | Tiger Cruise                     | Kiley Dolan                  | Disney Channel Original Movie |
| 2005 | See Anthony Run                  | Lucy                         | Kortfilm                      |
| 2006 | Against Type                     | Meredith                     | Tvfilm                        |
| 2007 | Last Day of Summer               | Dory Sorenson                |                               |
| 2009 | Minor Details                    | Mia                          |                               |
| 2010 | Fred: The Movie                  | Bertha                       | Nickelodeon Original Movie    |
| 2011 | Best Player                      | Christina "Prodigy" Saunders | Nickelodeon Original Movie    |
| 2011 | The Death and Return of Superman | Eradicator Folks             | Kortfilm                      |
| 2012 | Ice Age: Continental Drift       | Additional voices            |                               |
| 2013 | Swindle                          | Savannah Drysdale            | Nickelodeon Original Movie    |
| 2013 | The Goree Girls                  | Billie Crow                  |                               |

| År         | Titel                              | Rolle                                    | Notes |
| ---------- | ---------------------------------- | ---------------------------------------- | --- |
| 2000       | MADtv                              | Cassidy Gifford                          | "Dave Holmes/Snoop Dogg/No Doubt" (sæson 6: episode 1)                                                            |
| 2002       | CSI: Crime Scene Investigation     | Jackie Trent                             | "Cats in the Cradle" (sæson 2: episode 20)                                                                        |
| 2003, 2005 | Malcolm in the Middle              | Daisy / Penelope                         | "If Boys Were Girls" (sæson 4: episode 10) "Buseys Take a Hostage" (sæson 6: episode 21)                          |
| 2004       | Karen Sisco                        | Josie Boyle                              | "No One's Girl" (sæson 1: episode 9)                                                                              |
| 2004       | Strong Medicine                    | Hailey Campos                            | "Selective Breeding" (sæson 5: episode 14)                                                                        |
| 2005       | Law & Order: Special Victims Unit  | Holly Purcell                            | "Contagious" (sæson 6: episode 11)                                                                                |
| 2005       | Medium                             | Sara Crewson                             | "Coded" (sæson 1: episode 9)                                                                                      |
| 2005       | Judging Amy                        | Amber Reid                               | "My Name is Amy Gray" (sæson 6: episode 22)                                                                       |
| 2005       | Skabelon:The Inside                | Madison St. Clair                        | "Everything Nice" (sæson 1: episode 4)                                                                            |
| 2005       | Over There                         | Lynne                                    | "Situation Normal" (sæson 1: episode 8)                                                                           |
| 2005       | Zoey 101                           | Trisha Kirby                             | "Bad Girl" (sæson 2: episode 5)                                                                                   |
| 2006       | Will & Grace                       | Lisa                                     | "Von Trapped" (sæson 8: episode 10)                                                                               |
| 2006       | Close to Home                      | Stacy Johnson                            | "Escape" (sæson 1: episode 16)                                                                                    |
| 2007       | Lincoln Heights                    | Beckie                                   | "Betrayal" (season 1: episode 3) "Tricks and Treats" (season 1: episode 11) "House Arrest" (season 1: episode 12) |
| 2007–2012  | iCarly                             | Samantha "Sam" Puckett / Melanie Puckett | Ledende rolle |
| 2009–2010  | True Jackson, VP                   | Pinky Turzo                              | 2 episodes: "Amanda Hires a Pink" (season 1: episode 16) "True Drama" (season 2: episode 5)                       |
| 2010, 2013 | The Penguins of Madagascar         | Becky                                    | Stemme "Badger Pride" (sæson 2: episode 14) "Tunnel of Love" (unaired episode)                                    |
| 2010       | The Cleveland Show                 | Girl #1                                  | Voice "Little Man on Campus" (season 2: episode 5)                                                                |
| 2010       | Glenn Martin, DDS                  | Mazy                                     | Stemme "Courtney's Pony" (sæson 2: episode 16)                                                                    |
| 2010       | Big Time Rush                      | Trænings Fan                             | "Big Time Concert" (sæson 1: episode 19-20)                                                                       |
| 2011       | Cupcake Wars                       | Sig selv                                 | Gæstedommer "Jennette McCurdy Country Cupcakes" (sæson 3: episode 13)                                             |
| 2012       | Victorious                         | Ponnie / Linda / Fawn                    | "Crazy Ponnie" (sæson 3: episode 12)                                                                              |
| 2012       | Bucket & Skinner's Epic Adventures | Devon                                    | "Epic Break-Up: Part 1" (sæson 1: episode 17) "Epic Break-Up: Part 2" (sæson 1: episode 18)                       |
| 2012       | Figure It Out                      | Sig selv                                 | Panelist 4 episodes                                                                                               |
| 2012       | Camp Orange: Girls VS Boys         | Sig selv                                 | Medvært |
| 2013       | Ben and Kate                       | Bethany                                  | "Gone Fishin'" (sæson 1: episode 14)                                                                              |
| 2013-2014  | Sam & Cat                          | Samantha "Sam" Puckett / Melanie Puckett | Co-lead rolle (Samme karakter som i iCarly)                                                                       |
| 2015-2016  | Between                            | Wiley Day                                | Hovedrolle |